# Kopiec Powstania Warszawskiego

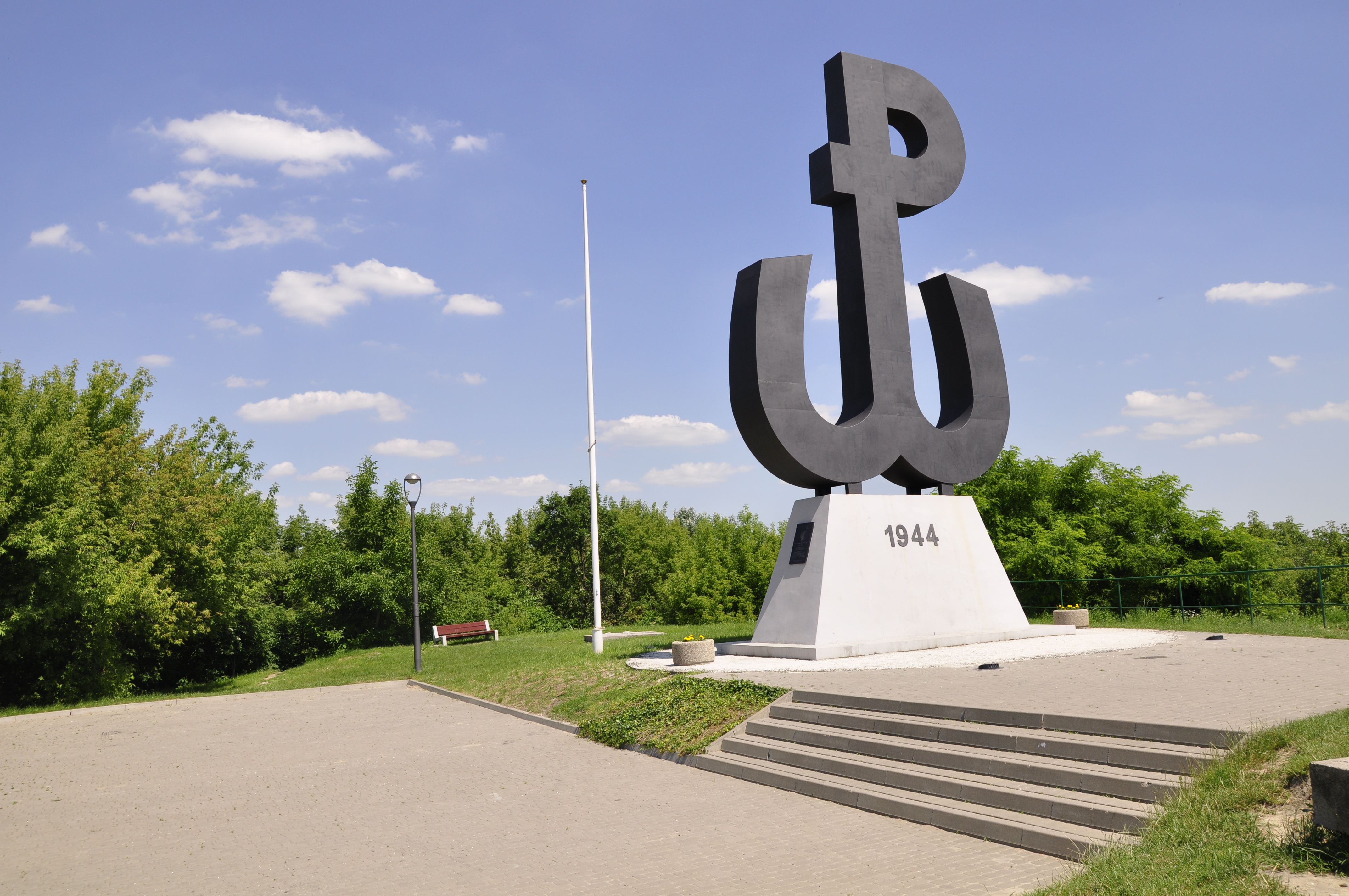
Die Kotwica als Denkmal auf dem Gipfel des Hügels

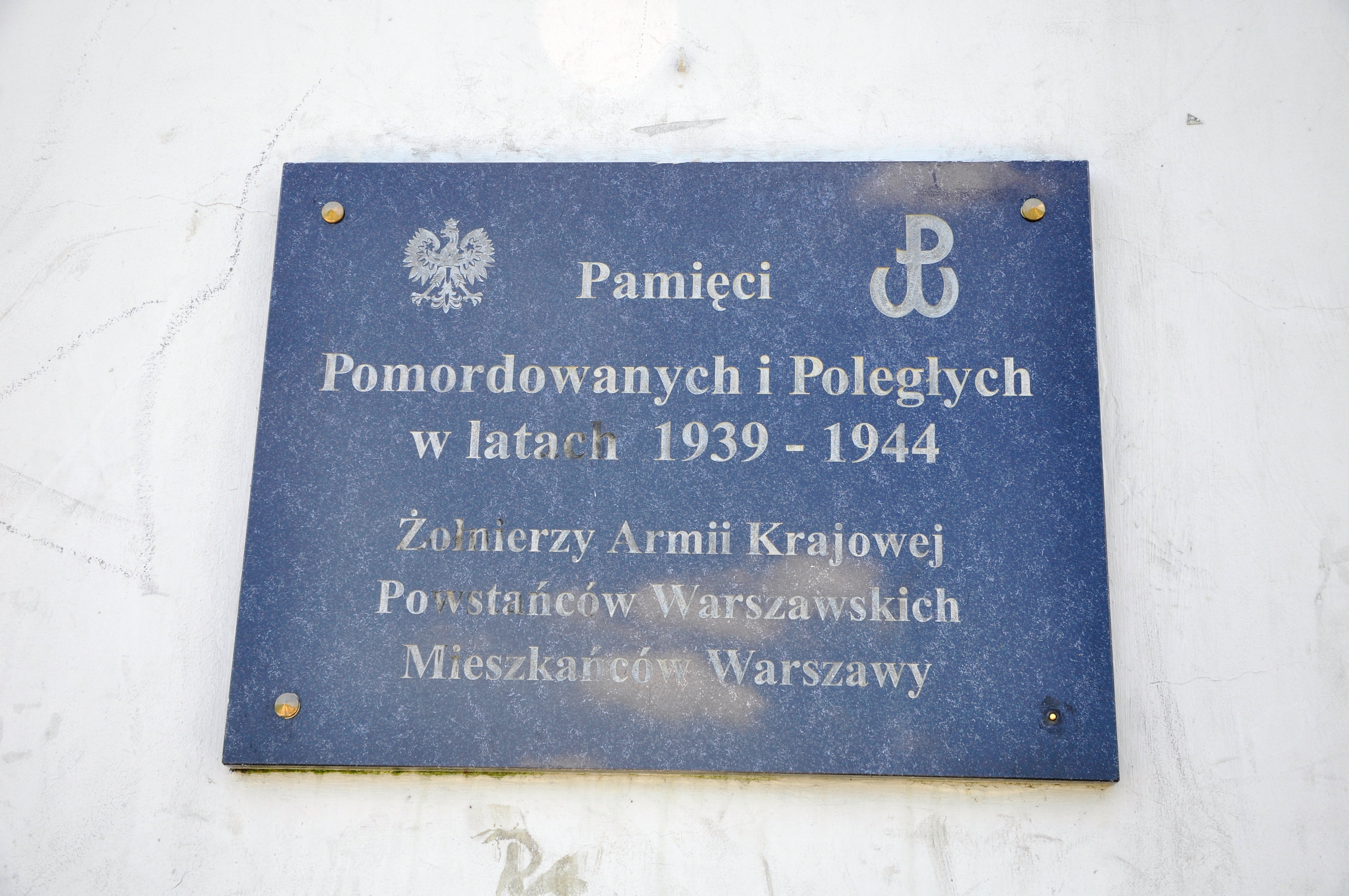
Gedenktafel an der Ostseite des Denkmals

Der Kopiec Powstania Warszawskiego (deutsch: „Hügel des Warschauer Aufstandes“) ist ein aufgeschütteter Erdhügel in Warschau, der mit einem Monument auf dem Gipfel an den Warschauer Aufstand von 1944 gegen die deutsche Besatzungsmacht erinnert.
Der Kopiec Powstania Warszawskiego befindet sich auf der südlichen Seite der Bartycka-Straße im Stadtteil Czerniaków im Warschauer Stadtbezirk Mokotów. Auf früheren Karten wurde der Hügel nach dem Stadtteil noch als Kopiec Czerniakowski benannt. Nach einem Beschluss des Warschauer Stadtrates vom 24. März 2004 wird er seither Kopiec Powstania Warszawskiego genannt.
1944 wurde an dieser Stelle mit Trümmerschutt von den zahlreichen Ruinen des zerstörten Warschaus ein Erdhügel aufgeschüttet. Danach war der Hügel über viele Jahre in Vergessenheit geraten und vernachlässigt worden, bis im Jahr 2004 aus Anlass des 60. Jahrestages des Warschauer Aufstandes das obere Ende des Hügels aufgeräumt und eine Treppe gebaut wurde, um einen angenehmeren Zugang von der Bartycka-Straße zu ermöglichen.
Vom Gipfel des Hügels bietet sich ein Panoramablick über Warschau. Auf der Ebene ist ein mehrere Meter hohes Denkmal installiert. Die Form auf dem Sockel stellt die Kotwica (auf Polnisch auch Znak Polski Walczącej genannt, auf Deutsch: „Zeichen des kämpfenden Polens“) dar und ist ein Symbol des Polnischen Untergrundstaates. Entworfen wurde es vom Architekten Eugeniusz Ajewski (Pseudonym: Kotwa), einem Oberst der ehemaligen Polnischen Heimatarmee (Armia Krajowa, kurz AK). Auf beiden Seiten des Monuments sind zwei Erinnerungstafeln angebracht. Die erste Tafel ist den Einwohnern Warschaus und den gefallenen Soldaten der AK von 1939 bis 1944 gewidmet. Die zweite Tafel erinnert an den Schöpfer des Monuments.

## Daten
- Höhe: 31 m (121 Meter ü. NHN)
- Seit die Treppe seit 2004 zum Hügel führt, ist sie die längste Treppe in Warschau. Sie hat 400 Stufen und 40 Treppenabsätze. Sie wird von mehreren Hundert kleinen Holzkreuzen gesäumt.

## Kuriosität
Im August 2008 wurde trotz aufgestellter Ehrenwache ein Stromaggregat vom Hügel gestohlen, der zur Beleuchtung der Kotwica diente. Seit dem 1. August 2009 sind die Treppe und der Gipfel des Hügels wieder beleuchtet, was den Zugang nach Einbruch der Dunkelheit vereinfacht.

## Galerie

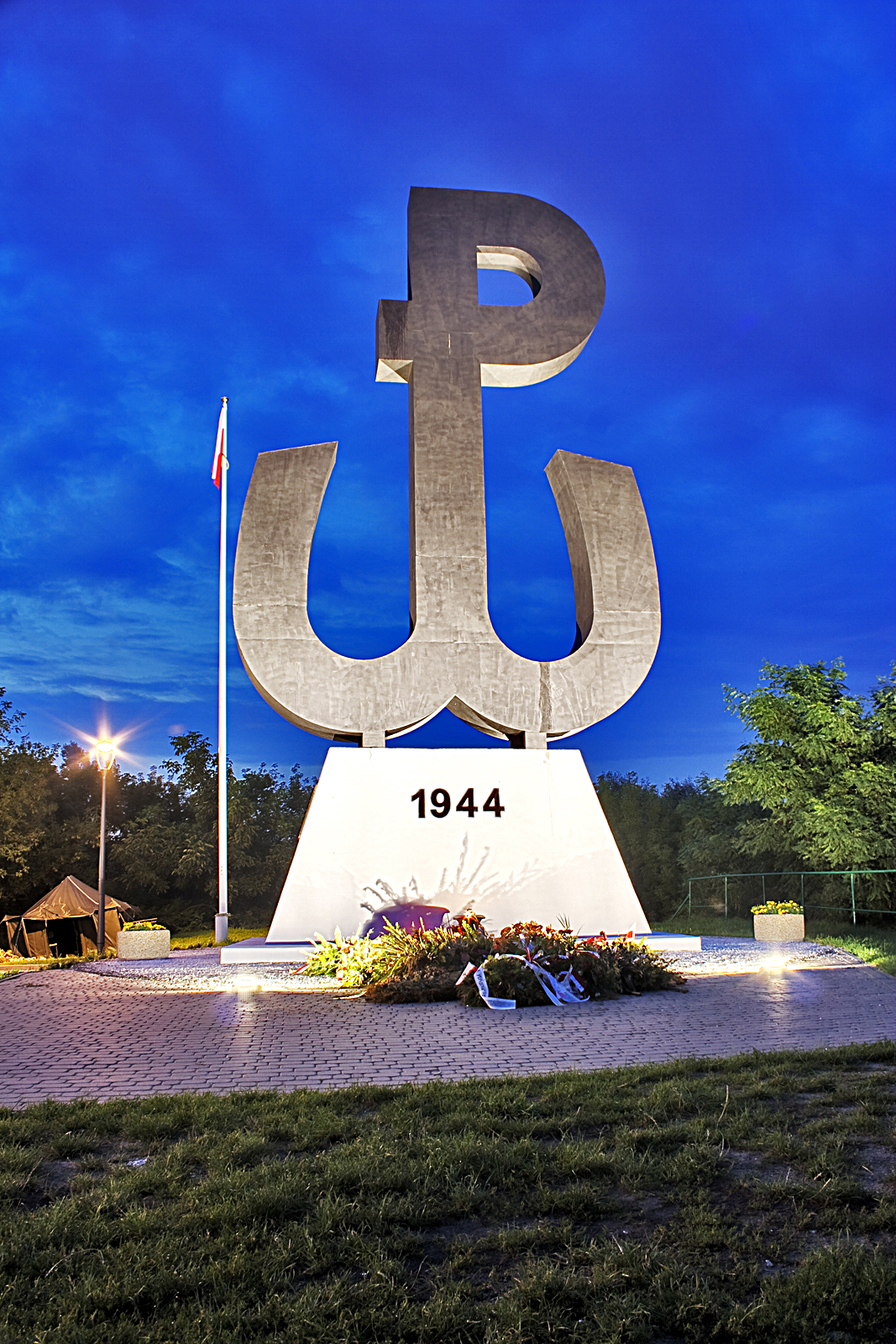
Hügel in der Nacht
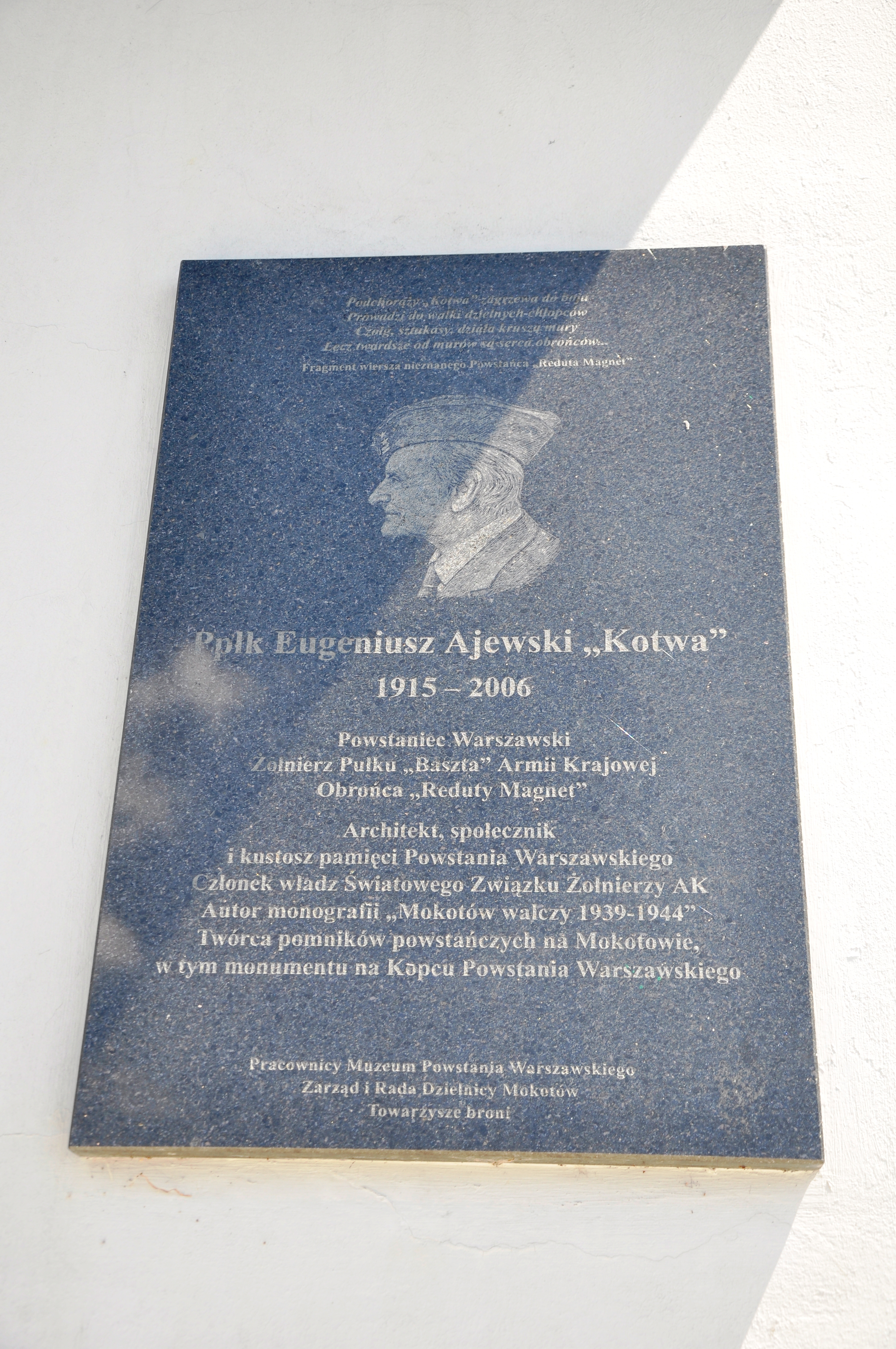
Gedenktafel zu Ehren von Eugeniusz Ajewski
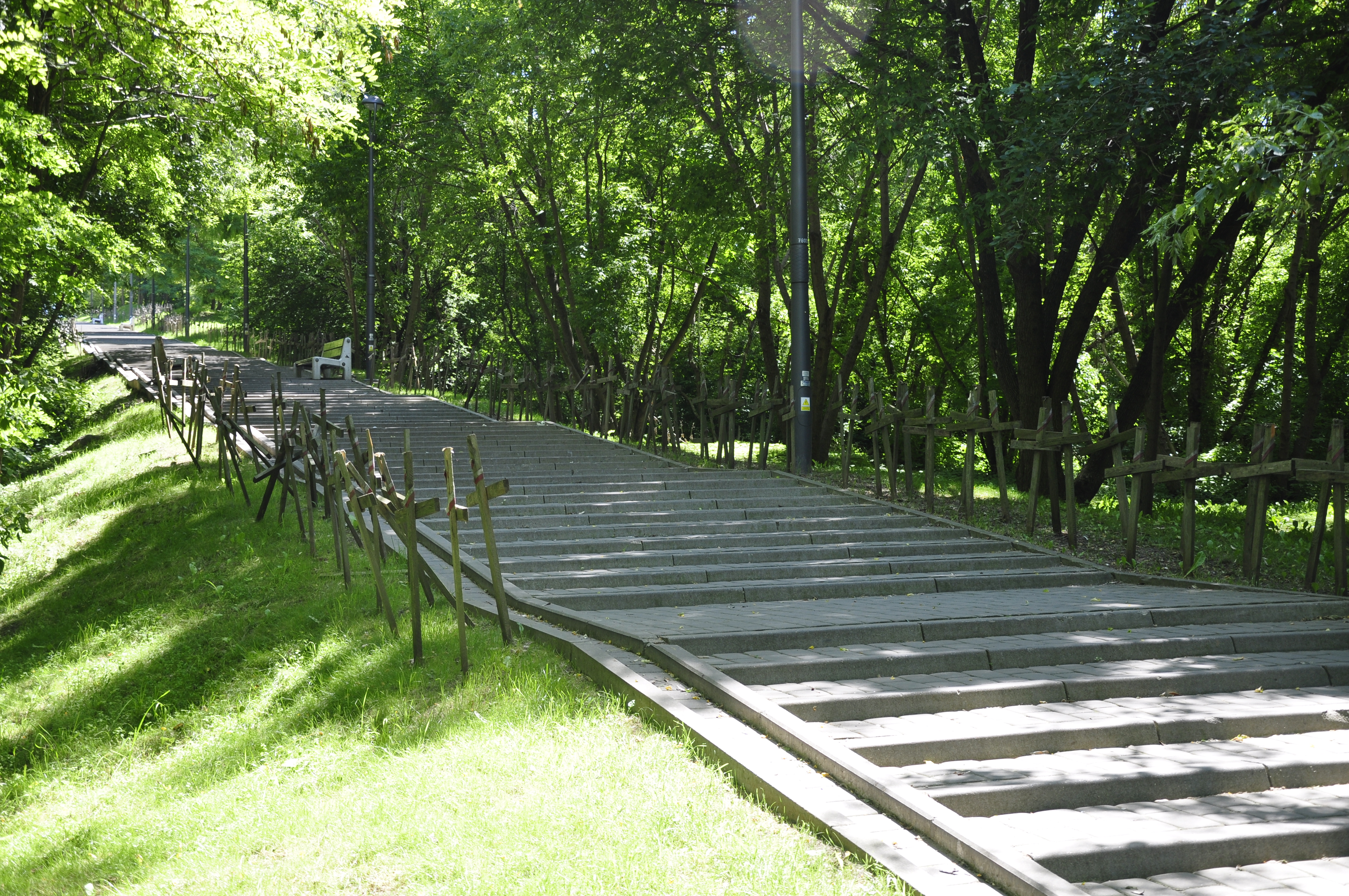
Treppe zum Denkmal
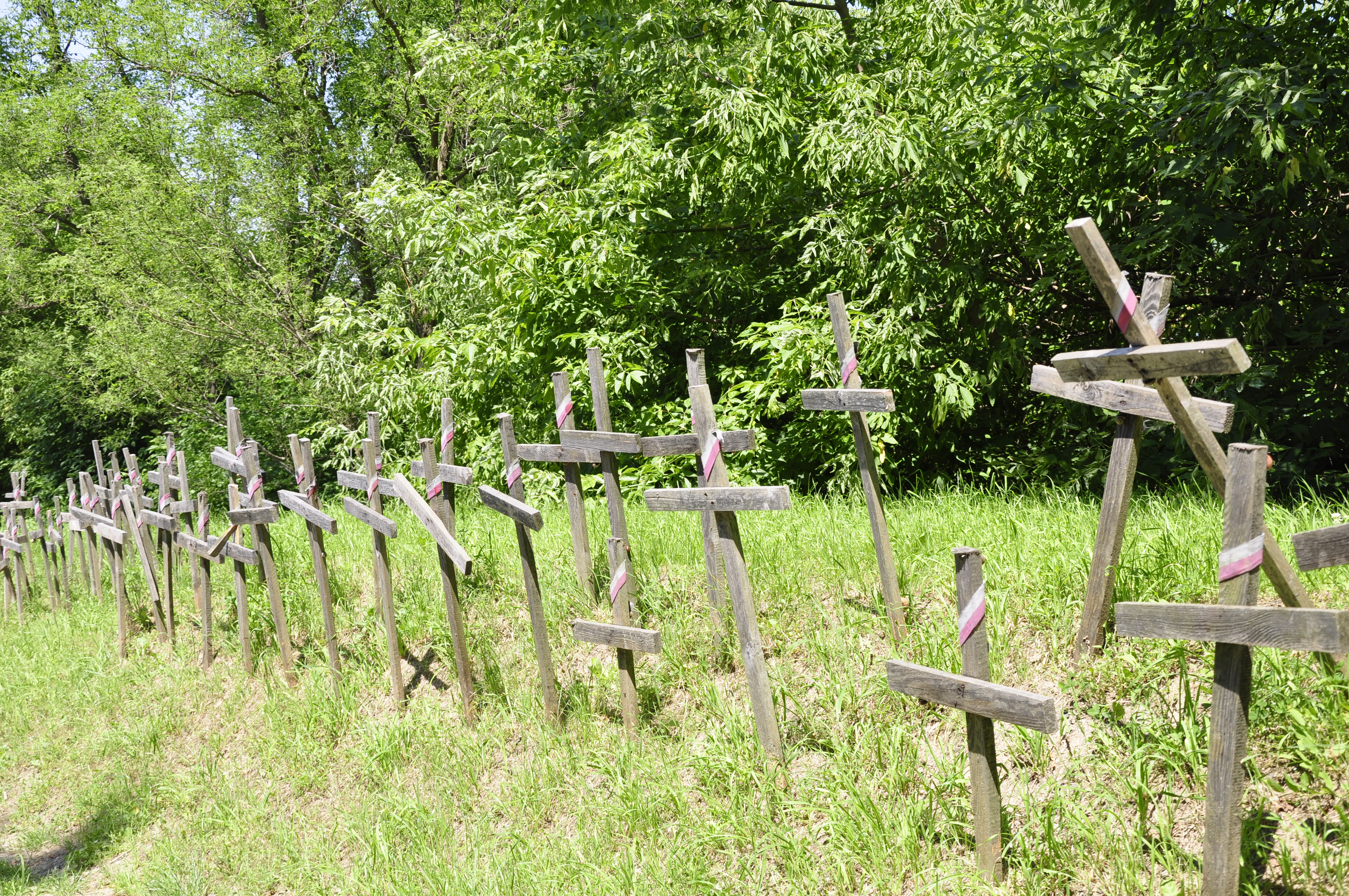
Holzkreuze mit Namen der Gefallenen